# Bradley Bennett
Bradley Bennett (1987) è un ex giocatore di football americano australiano, che ha giocato come linebacker.